# Autophila depressa
Autophila depressa là một loài bướm đêm trong họ Erebidae.